# Ambositracris morati
Ambositracris morati is een rechtvleugelig insect uit de familie Pyrgomorphidae. De wetenschappelijke naam van deze soort is voor het eerst geldig gepubliceerd in 1971 door Kevan, Akbar & Chang.